# Ejulve
Ejulve – miejscowość gminna w comarce (powiecie) Andorra-Sierra de Arcos w Aragonii, w Hiszpanii. Według przeprowadzonego w 2004 roku spisu powszechnego INE, miejscowość liczy 226 mieszkańców.